# Agathia latilimes
Agathia latilimes là một loài bướm đêm trong họ Geometridae.